# Julius Tallberg
Mathias Julius Hjalmar Tallberg, född 25 maj 1857 i Åbo, död 13 maj 1921 i Bad Nauheim i Tyskland, var en finländsk affärsman med titeln kommerseråd. Tallberg grundade 1880 en byggmaterialsaffär (nuvarande Oy Julius Tallberg Ab) i Helsingfors. Senare grundade han även cementgjuteri, murbruksfabrik samt byggnadsskiva- och cementfabrik. Åren 1888–1912 var Tallberg också ledamot i Helsingfors stadsstyrelse.
År 1911 fick Tallberg över hälften av Drumsö i sin ägo genom att köpa Drumsö gård. Dåtidens Drumsö var en villastad och bestod nästan helt av sommarvillor. Helsingfors stad var inte intresserad av området. Tallberg lät arkitekt Birger Brunila göra områdets byggnadsplan och utvecklade öns rekreationsverksamhet. Han även introducerade ett hästspårvagnssystem på Drumsö och köpte ångfartyget Drumsö som trafikerade rutten Gräsviken-Drumsö. Hästspårvagnssystemet fungerade mellan åren 1913 och 1917 men ångfartyget fortsatte att trafikera ända till 1935 när Drumsö bro blev färdig.
Julius Tallberg arbetade aktivt med att utveckla Helsingfors. Han var till exempel en av figurerna bakom Pro Helsingforsstiftelsen. Den berömda skulpturen Tre smeder (Felix Nylund, 1932) i Helsingfors centrum förverkligades genom en penningdonation från Julius Tallberg.
Hans sonsonsson var OS-seglaren och IOK-ledamoten Peter Tallberg.